# Krishnai
Krishnai és un riu de Meghalaya i Assam que neix a les muntanyes Garo al nord de la serra d'Arbela prop del poble de Mandalang-giri, i corre cap al nord cap al districte de Goalpara. Desaigua al Brahmaputra a pocs quilòmetres de la ciutat de Goalpara. Els afluents principals són el Banji i el Ranji. La principal vila per la que passa és Jira, un mercat quan el riu entra a les planes. Abans d'aquesta zona és navegable per petits bots i per portar fusta, però a la plana era navegable per bots de fins a 2 tones durant uns 35 km.